# Гнешава (герб)
Гнешава (пол. Gnieszawa) — польский дворянский герб.

## Описание
В красном поле золотая стрела, остриём вверх, на половине золотого же перстня, под которым белая роза.
В навершии шлема пять павлиньих перьев, пробитых золотою стрелою вправо. Герб Гнешава (употребляют: Слодковские) внесён в Часть 2 Гербовника дворянских родов Царства Польского, стр. 49.

## Герб используют
Слодковские(пол. Słodkowski) в прежнем Княжестве Северском оседлые, из коих Станислав Слодковский, Бурграф Гродский Бобровницкий, с 1786 года исправлял должность Регента земских и гродских дел в том же Княжестве Северском.